# Savoy (Texas)
Savoy város az USA Texas államában, Fannin megyében. Lakosainak száma 712 fő (2020. április 1.).

## Népesség
A település népességének változása:
| Lakosok száma | 850  | 831  | 712  |
|               | 2000 | 2010 | 2020 |